# علم وظائف الأعضاء المرضي
| BMP/الإلكتروليت:                               |                               |                 |                        |
| Na+ = 140                                      | Cl− = 100                     | BUN = 20        | /                      |
|                                                |                               |                 | Glu = 150              |
| K+ = 4                                         | CO2 = 22                      | PCr = 1.0       | \                      |
| غازات الدم الشرياني:                           |                               |                 |                        |
| بيكربونات = 24                                 | paCO2 = 40                    | paO2 = 95       | pH = 7.40              |
| غاز الحويصلات الهوائية:                        |                               |                 |                        |
|                                                | pACO2 = 36                    | pAO2 = 105      | مدروج سنخي شرياني = 10 |
| أخرى:                                          |                               |                 |                        |
| Ca = 9.5                                       | مغنيسيوم في علم الأحياء = 2.0 | PO4 = 1         |                        |
| CK = 55                                        | BE = −0.36                    | AG = 16         |                        |
| التناضحية/كلوية:                               |                               |                 |                        |
| أسمولالية البلازما = 300                       | أسمولالية البلازما = 295      | POG = 5         | BUN:Cr = 20            |
| تحليل البول:                                   |                               |                 |                        |
| UNa+ = 80                                      | UCl− = 100                    | UAG = 5         | FENa = 0.95            |
| UK+ = 25                                       | USG = 1.01                    | UCr = 60        | UO = 800               |
| اختبارات وظائف الكبد والجهاز الهضمي والبروتين: |                               |                 |                        |
| LDH = 100                                      | TP = 7.6                      | AST = 25        | TBIL = 0.7             |
| ALP = 71                                       | Alb = 4.0                     | ALT = 40        | BC = 0.5               |
|                                                |                               | AST/ALT = 0.6   | BU = 0.2               |
| AF alb = 3.0                                   | SAAG = 1.0                    |                 | SOG = 60               |
| السائل الدماغي الشوكي:                         |                               |                 |                        |
| CSF alb = 30                                   | CSF glu = 60                  | CSF/S alb = 7.5 | CSF/S glu = 0.4        |

علم وظائف الأعضاء المرضي أو الفيزيولوجيا المرضية (بالإنجليزية: Pathophysiology)‏ هو دراسة التغيرات في الوظائف الطبيعية للأعضاء، سواء كانت التغيرات ميكانيكية أو فيزيولوجية، أو كيميائية حيوية، وتنتج هذه التغيرات إما عن طريق مرض ما، أو ناجمة عن متلازمة. وبتعريف أكثر رسمية، هو فرع من الطب الذي يتعامل مع أي اضطرابات لوظائف الجسم، والناجمة عن مرض أو الأعراض البادرية (بالإنجليزية: prodromal symptoms)‏. (وهي الأعراض التي تسبق ظهور المرض مثل ارتفاع درجة الحرارة، الوهن...)
تعريف بديل للفزيولوجيا المرضية: هو "دراسة المظاهر (بالإنجليزية: manifestations)‏ البيولوجية والفيزيائية للمرض والتي ترتبط بالاضطرابات الفزيولوجية والشذوذات الكامنة وراء هذا المرض."

## التاريخ

### الإتيمولوجيا
يأتي مصطلح الفيزيولوجيا المرضية من الكلمة اليونانية القديمة πάθος (شغف) وφυσιολογία (علم وظائف الأعضاء).

### القرن التاسع عشر

#### الاختزال
بدأ يوهانس مولر، في ثلاثينيات القرن التاسع عشر في ألمانيا، مؤسسةً من أجل أبحاث الفيزيولوجيا مستقلة عن البحوث الطبية. في عام 1843، تأسست جمعية الفيزياء الألمانية في برلين هادفةً في جزء منها إلى تخليص البيولوجيا والطب من المذهب الحيوي، وفي عام 1847 نشر هرمان فون هلمهولتز، الذي انضم إلى الجمعية في عام 1845 أطروحة بعنوان «حول الحفاظ على الطاقة»، والتي كانت ذات تأثير كبير في الحد من إنشاء أبحاث حول علم وظائف الأعضاء من أجل علوم الفيزياء. في أواخر الخمسينيات من القرن التاسع عشر، وجه عالم الأمراض التشريحي الألماني رودلف فيرخوف، وهو تلميذ سابق لمولر، التركيز إلى الخلية، مؤسسًا علم الأمراض الخلوي وجعله محور البحث الفيزيولوجي، بينما استكشف يوليوس فريدريش كوهنهايم علم الأمراض التجريبي في المختبرات العلمية في كليات الطب.

#### نظرية الجرثومة
بحلول عام 1863، وبدافع من تقرير لويس باستور عن تخمير حمض الزبدة، حدد زميله الفرنسي كازيمير ديفاين ميكروباتٍ اعتُبرت العامل الأساسي المسبب لمرض الجمرة الخبيثة عند الماشية، ولكن اختفاءها من الدم بصورة روتينية جعل العلماء الآخرين يعتقدون أنها مجرد ناتج ثانوي للتفسخ.  في عام 1876، وبناءً على تقرير فرديناند كوهن عن مرحلة الأبواغ الصغيرة لدى أنواع من البكتيريا، عزل زميله الألماني روبرت كوخ جراثيم ديفاين في طبق زرع نقي؛ وهي خطوة محورية ساعدت في تأسيس علم الجراثيم كمجال متميز. حدد مرحلة الأبواغ، وطبق فرضيات ياكوب هنلي، وأكد استنتاج ديفاينز، وكان إنجازًا كبيرًا لعلم الأمراض التجريبي. تابع باستور وزملاؤه استقصاءاتٍ بيئية تؤكد دورها في البيئة الطبيعية عن طريق أبواغ موجودة في التربة.
فيما يتعلق بالإنتان أيضًا، حقن ديفاين الأرانب بكمية صغيرة جدًا من دم فاسد مُميع لدرجة كبيرة وأعاد خلق المرض، واستخدم مصطلح تخمير التفسخ. لكنّ الذي لم يكن واضحًا؛ ما إن كان يشير بمصطلح التخمر إلى الميكروبات كما فعل باستور، أو أنه يشير به إلى المواد الكيميائية كما فعل آخرون. في عام 1878، نشر كوخ مسببات الأمراض المعدية الرضية، وعلى خلاف أي عمل سابق، تمكن كوخ في 80 صفحة، كما لاحظ أحد المؤرخين من «أن يبين بطريقة حاسمة من الناحية العملية، أنه يمكن تجريبيًا إنتاج عدد من الأمراض المختلفة في المسببات المرضية وسريريًا وتشريحياً، عن طريق حقن الحيوانات بالمواد الفاسدة».  استخدم كوخ علم الجراثيم وطرق الصباغة الجديدة باستخدام أصباغ الأنيلين لتحديد الميكروبات لكلٍّ منها. بلورت نظرية جرثومية المرض مفهوم السبب - إذ يمكن التعرف عليها عن طريق البحث العلمي.

#### الطب العلمي
تدرب الطبيب الأمريكي ويليام ولتش في جمعية علم الأمراض الألمانية من عام 1876 إلى 1878، وتحت إشراف كوهنهايم، وافتتح مختبر أمريكا العلمي الأول -مختبر لعلم الأمراض- في مستشفى بيلفيو في مدينة نيويورك في عام 1878. جذبت دورة ولتش الطلاب من كليات الطب الأخرى للتسجيل بها، واستجابوا لها بأن قاموا بفتح مختبراتهم الخاصة لعلم الأمراض. بمجرد تعيين ولتش من قبل دانيال كويت جيلمان، وبناءً على نصيحة من جون شو بيلينغز وهو عميد مؤسس لمدرسة الطب بجامعة جونز هوبكينز التي خطط لها جيلمان بصفته أول رئيس لها؛ سافر مرة أخرى إلى ألمانيا للتدرب على علم كوخ للبكتيريا في عام 1883. عاد ولتش إلى أمريكا ولكنه انتقل إلى بالتيمور متحمسًا لتعديل الطب الأمريكي، إذ مزج علم الأمراض التشريحي لفيرتشاو، وعلم الأمراض التجريبي لكوهنهايم، وعلم البكتيريا لكوخ. في النهاية افتُتحت كلية الطب في جامعة جونز هوبكينز بقيادة «الفرسان الأربعة» -ويلتش، وويليام أوسلر، وهاورد كيلي، وويليام هالستد- في عام 1893 وكانت أول كلية طب أمريكية مخصصة لتدريس الطب العلمي الألماني، وما سُمّي بذلك.

### القرن العشرون

#### الطب الحيوي
تأسست أولى معاهد الطب الحيوي، معهد باستور ومعهد برلين للأمراض المعدية، في عامي 1888 و1891، على التوالي، وكان باستور وكوخ أولى مدرائها. تأسس أول معهد طبي حيوي في أمريكا، معهد روكفلر للأبحاث الطبية، في عام 1901 وعُين ويلتش، الملقب بـ «عميد الطب الأمريكي»، مديرًا علميًا للمعهد، والذي بدوره عين تلميذه السابق في هوبكنز سايمون فليكسنر مديراً لمختبرات علم الأمراض وعلم الجراثيم. خلال الحرب العالمية الأولى والحرب العالمية الثانية، أصبح معهد روكفلر رائدًا على مستوى العالم في مجال البحوث الطبية الحيوية.

#### النموذج الجزيئي
أدى انتشار وباء عام 1918 للبحث عن سببه بشكل جنوني، على الرغم من أن معظم الوفيات كانت بسبب الالتهاب الرئوي الفصي، والذي عُزي فعليًا إلى غزو المكورات الرئوية. في لندن، أبلغ فريد غريفيث، الاختصاصي في علم الأمراض في وزارة الصحة، في عام 1928، عن تحول المكورات الرئوية من الحالة الممرضة إلى غير الممرضة وكان من بين أنواع المستضدات -وهو ما يعتبر تقريبًا تحولًا في الأنواع- ما يتحدى تحديدها بأن تكون المسبب لذات الرئة. انزعج مختبر آزوولد إيفري الموجود في معهد روكفلر، وهو خبير رائد في مجال المكورات الرئوية، من التقرير لدرجة أنهم رفضوا محاولة إعادته.
عندما كان إيفري في الإجازة الصيفية، اقتنع مارتن داوسون البريطاني الكندي، بأن أي شيء مصدره إنجلترا يجب أن يكون صحيحًا، وأعاد «نتائج غريفيث، ثم حقق عملية تحول في المختبر أيضًا، وفتح بذلك الباب من أجل القيام بالاستقصاء الدقيق. بعد أن عاد إيفيري، احتفظ بصورة لغريفيث على مكتبه بينما تابع باحثوه الطريق. في عام 1944، أبلغ إيفيري وكولن ماكلاود وماكلن مكارتي عن عامل التحول الذي سُميَّ الـ دي إن إيه، الذي كان موضع شك على نطاق واسع وسط تقديرات بوجود شيء ما يتعامل معه. في وقت تقرير غريفيث، لم يكن قد عُرف بعد أن الجراثيم تمتلك جينات.
بدأ علم الوراثة الأول، علم الوراثة المندلي، في عام 1900، ولكن تحديد أن توريث الصفات المندلية يتمركز على الكروموسومات تم بحلول عام 1903، بما يسمى الوراثة الكروموسومية. ظهرت الكيمياء الحيوية في نفس العقد. في الأربعينيات من القرن الماضي، نظر معظم العلماء إلى الخلية على أنها «كيس من المواد الكيميائية»؛ غشاء يحتوي على جزيئات رخوة فقط في حركة براونية وعلى البنى الخلوية الوحيدة الخاصة مثل الكروموسومات، التي تفتقر إليها البكتيريا. لقد قُدر أن الحمض النووي الكروموسومي بسيط للغاية، لذلك تم البحث عن الجينات في البروتينات الكروموسومية. ومع ذلك، في عام 1953، استنتج عالم الأحياء الأمريكي جيمس واتسون، والفيزيائي البريطاني فرنسيس كريك، والكيميائية البريطانية روزاليند فرانكلين التركيب الجزيئي للحمض النووي -الحلزون المزدوج- وتخمينه لتوضيح الشيفرة. في أوائل الستينيات من القرن الماضي، ساعد كريك في حل الشيفرة الوراثية في الحمض النووي، وبالتالي في تأسيس علم الوراثة الجزيئي.
في أواخر ثلاثينيات القرن الماضي، قادت مؤسسة روكفلر ومولت برنامجًا بحثيًا عن علم الأحياء الجزيئي -بحثًا عن تفسير أساسي حول الميكروبات والحياة- بقيادة الفيزيائي ماكس دلبروك في جامعة كاليفورنيا التقنية وجامعة فاندربيلت. ومع ذلك، كانت حقيقة وجود العضيات الخلوية في الخلايا مثار جدل وسط التصورات غير الواضحة في الوقت الذي استُخدم فيه المجهر الضوئي التقليدي. في حوالي عام 1940، وبفضل أبحاث السرطان في معهد روكفلر، برز علم الأحياء الخلوي كنظام جديد يسد الفجوة الكبيرة بين علم الأمراض الخلوي والكيمياء الحيوية من خلال تطبيق تكنولوجيا جديدة هي المنبذة الفائقة والمجهر الإلكتروني لتحديد وتحليل البنى الخلوية ووظائفها وآلياتها. تعد العلوم الجديدة، البيولوجيا الخلوية والجزيئية، متداخلة مع بعضها البعض.
أكد جوشوا ليدربيرغ واضعًا نصب عينيه غريفيث وأفيري، على الاقتران البكتيري الذي قدمُت تقارير عنه قبل عقود ولكنها اعتُبرت مثيرةً للجدل، وحصل على جائزة نوبل لعام 1958 في علم وظائف الأعضاء أو الطب. في مختبر كولد سبرينغ هاربور في لونغ آيلاند، في نيويورك، قاد دلبروك وسلفادور لوريا مجموعة فيج، التي استضافت واتسون بهدف اكتشاف تفاصيل فيزيولوجيا الخلية من خلال تتبع التغييرات على البكتيريا عند إصابتها بالعاثية، وهي عملية التنبيغ. ترأس ليدربيرغ افتتاح قسم علم الوراثة في كلية الطب بجامعة ستانفورد، وسهّل التواصل بين علماء الأحياء والأقسام الطبية بشكل أكبر.